# Widmo (album)
Widmo – drugi długogrający album studyjny zespołu muzycznego PRO8L3M. Wydawnictwo ukazało się 1 marca 2019 roku nakładem wytwórni muzycznej RHW Records. Album trafił do sprzedaży na płycie CD oraz w limitowanym do 300 egzemplarzy nakładzie na dwóch 12" płytach gramofonowych. Nominacja do Fryderyka 2020 w kategorii Album Roku Hip Hop.
Album zadebiutował na 1. miejscu polskiej listy przebojów – OLiS. Materiał był promowany teledyskami do utworów "Interpol" i "Jak Disney".
Utwór “To nie był film”, który został nagrany wspólnie z Arturem Rojkiem, jest inspirowany oryginalnym numerem zespołu 
Myslovitz o tym samym tytule. Wideo zostało zrealizowane przez Gosię Herman. Oskar i Steez na nowo zinterpretowali kultowy utwór 
i wspólnie z Arturem Rojkiem nagrali jego nową wersję. Klip do ”To nie był film” jest montażem różnych 
scen z ponad 20 filmów. Wspólnym elementem wszystkich fragmentów, które zostały wykorzystane na materiale, jest motyw płatnego zabójcy. 
Swoją koncepcją teledysk nawiązuje do tematyki utworu, czyli do motywu filmu (podobnie jak teledysk do oryginalnego utworu Myslovitz).
W klipie zastosowane zostały zabiegi, które znamy z właśnie z kina - kaszety, czołówka, a cały obraz przypomina czarno-biały film z napisami.

## Lista utworów
| Nr  | Tytuł utworu                          | Tekst             | Produkcja | Długość |
| --- | ------------------------------------- | ----------------- | --------- | ------- |
| 1.  | „Prawdy nie mówi nikt”                | Oskar             | DJ Steez  | 2:21    |
| 2.  | „Rotterdam”                           | Oskar             | DJ Steez  | 3:42    |
| 3.  | „USB”                                 | Oskar             | DJ Steez  | 3:03    |
| 4.  | „Jak Disney”                          | Oskar             | DJ Steez  | 4:05    |
| 5.  | „Crash Test”                          | Oskar             | DJ Steez  | 3:09    |
| 6.  | „Monza”                               | Oskar             | DJ Steez  | 3:48    |
| 7.  | „To nie był film” (feat. Artur Rojek) | Przemysław Myszor | DJ Steez  | 2:43    |
| 8.  | „National Geographic”                 | Oskar             | DJ Steez  | 4:05    |
| 9.  | „Pirelli”                             | Oskar             | DJ Steez  | 3:17    |
| 10. | „112”                                 | Oskar             | DJ Steez  | 4:24    |
| 11. | „VI Katastrofa”                       | Oskar             | DJ Steez  | 3:37    |
| 12. | „Interpol”                            | Oskar             | DJ Steez  | 3:17    |
| 13. | „Widmo”                               | Oskar             | DJ Steez  | 2:51    |
|     |                                       |                   |           | 44:22   |

## Sprzedaż

### Pozycje w notowaniach OLiS
OLiS jest ogólnopolskim notowaniem, tworzonym przez agencję TNS Polska na podstawie sprzedaży albumów muzycznych na nośnikach fizycznych (nie uwzględnia zatem informacji o pobraniach w formacie digital download czy odtworzeniach w serwisach streamingowych).
| Tydzień | 1      | 2      | 3      | 4      | 5      | 6      | 7      | 8      | 9      | 10     | 11     | 12     | 13     | 14     | 15     |
| ------- | ------ | ------ | ------ | ------ | ------ | ------ | ------ | ------ | ------ | ------ | ------ | ------ | ------ | ------ | ------ |
| Pozycja | 1      | 1      | 6      | 7      | 9      | 7      | 10     | 12     | 16     | 12     | 20     | 22     | 32     | 31     | 28     |
| Źródło  | [ 5 ]  | [ 8 ]  | [ 9 ]  | [ 10 ] | [ 11 ] | [ 12 ] | [ 13 ] | [ 14 ] | [ 15 ] | [ 16 ] | [ 17 ] | [ 18 ] | [ 19 ] | [ 20 ] | [ 21 ] |
| Tydzień | 16     | 17     | 18     | 19     | 20     | 21     | 22     | 23     |        |        |        |        |        |        |        |
| Pozycja | 33     | 40     | 40     | 22     | 11     | 33     | 24     | 26     |        |        |        |        |        |        |        |
| Źródło  | [ 22 ] | [ 23 ] | [ 24 ] | [ 25 ] | [ 26 ] | [ 27 ] | [ 28 ] | [ 29 ] |        |        |        |        |        |        |        |

| Miesiąc       | Pozycja |
| ------------- | ------- |
| Marzec 2019   | 1       |
| Kwiecień 2019 | 9       |

### Certyfikaty ZPAV
| Certyfikat         | Liczba egzemplarzy | Data                 |        |
| ------------------ | ------------------ | -------------------- | ------ |
| złota płyta        | 15 000             | 20 marca 2019        | [ 33 ] |
| platynowa płyta    | 30 000             | 28 kwietnia 2019     | [ 34 ] |
| 2× platynowa płyta | 60 000             | 20 kwietnia 2020     | [ 35 ] |
| 3× platynowa płyta | 90 000             | 25 października 2023 | [ 36 ] |
| 4× platynowa płyta | 120 000            | 20 listopada 2024    | [ 36 ] |